# Карл IV (герцог Лотарингии)
Карл IV (фр. Charles IV de Lorraine, нем. Karl IV von Lothringen; 5 апреля 1604, Нанси — 18 сентября 1675, Алленбах) — герцог Лотарингии и герцог Бара с 1625 года (в действительности — в 1624—1634 годах, в 1641 году и в 1659—1670 годах).

## Биография
Карл родился в 1604 году в семье Франсуа де Водемона и Кристины Сальмской. Он провёл детство при французском дворе и был там другом Людовика XIII. После возвращения в Лотарингию он объявил, что рассматривает себя — в соответствии с завещанием герцога Рене II, по которому был возможен только мужской порядок наследования — наследником герцогского титула. Вражда его дяди Генриха II, который хотел оставить герцогство своей дочери Николь, привела к тому, что Карл снова покинул страну. Он поступил на военную службу к императору, за которого сражался в битве на Белой Горе (8 ноября 1620 года).
После длительных переговоров он женился в 1621 году на своей двоюродной сестре Николь с расчётом, что получит власть над Лотарингией лишь благодаря жене. Генрих II умер 31 июля 1624 года. Карл, тем не менее, не был удовлетворён положением принца-супруга. В ноябре 1625 года Франсуа де Водемон, отец Карла, ссылаясь на завещание Рене II, потребовал герцогство для себя. Генеральные штаты Лотарингии приняли его право, так что Франсуа де Водемон стал 21 ноября 1625 года Франсуа II, герцогом Лотарингии. Через 5 дней он отрёкся в пользу сына, который занял трон как Карл IV и оттеснил таким образом свою жену от правления.
Процессы вокруг смены правительства ухудшали отношения между Францией и Лотарингией, так как Людовик XIII не был готов принять образ действий Карла. Кроме того, Карл тайно поддерживал противников кардинала Ришельё и прятал их от французской юстиции. И, наконец, французская политика была направлена на расширение восточных границ королевства до Рейна, что обусловливало приобретение Франш-Конте, Эльзаса и Лотарингии. Теперь Карл IV был в поисках союзников, боролся — после разочарования поддержкой Баварии и Австрии — с ультракатолической политикой своих предшественников, и находил союзниками французских гугенотов, Англию и Савойю. В сентябре 1629 года Гастон Орлеанский, брат короля, сбежал в Лотарингию и без согласия Людовика XIII сочетался там браком с Маргаритой, сестрой Карла.
Весной 1631 года король Швеции Густав II Адольф высадился со своим войском в Германии, после чего Карл послал армию в поддержку императора. В июне 1632 года Людовик XIII занял Лотарингию, так что Карл был принуждён подписать договор, который он, однако, не исполнял. В сентябре 1633 года французские войска снова захватили Лотарингию, что вынудило Карла IV 19 января 1634 года отречься в пользу его брата Никола II Франсуа. Карл присоединился к императорским войскам и с небольшим успехом боролся против шведов и позже — против французов.
В 1635 году он безуспешно пытался отвоевать герцогство, однако в 1638—1640 годах одержал, вопреки вялой установке баварских и австрийских союзников, несколько побед — что привело к возобновлению переговоров с Францией, которая по Сен-Жерменскому договору от 2 апреля 1641 года вернула ему герцогство под французским протекторатом при условии, чтобы он сторонился союза с Австрией. Действуя далее против Ришельё и покрывая заговор Людовика де Бурбон-Конде, он должен был быть арестован после того, как кардинал принял заговорщиков. В июле 1641 года ему удалось спастись бегством. Он снова пошёл на военную службу и в ноябре 1643 года участвовал в битве при Тутлингене, в которой он бил французов вместе с Францем фон Мерси и Иоганном фон Вертом.
Вестфальский мир официально подчинил три лотарингских епископства (Туль, Мец, Верден) французской короне. Карл IV здесь не участвовал, а его переговоры с кардиналом Мазарини потерпели неудачу; однако он снова предпринял военные действия и в 1652 году даже угрожал Парижу. Тем не менее он потерял все выигранные преимущества, а также доверие, так как вёл переговоры одновременно с Мазарини и с фрондой. Испания считала его причиной неудачи восстания и арестовала 25 января 1654 года в Брюсселе, препроводив в Толедский Алькасар. Интервенция и успехи его брата Никола II Франсуа вернули ему 15 октября 1659 года свободу, а по Венсенскому договору от 28 февраля 1661 года — и герцогство.
Он начал приводить в порядок дороги в Лотарингии и Баре, для чего ужесточил налоги в своих владениях, уже разрушенных Тридцатилетней войной.
За 1 млн. талеров и пожалование принцев его дома во французские принцы крови Карл по договору в Монмартре (1662 год) передал Людовику XIV права на лотарингский престол и обещал распустить свою армию. В 1669 году он отказался выполнить предложение Людовика XIV по роспуску армии, и летом 1670 года французские войска снова заняли Лотарингию. Карл IV опять должен был бежать и снова поступил на императорскую службу, чтобы бороться против французов. 11 августа 1675 года вместе с Георгом Вильгельмом он победил маршала Франсуа де Креки в битве при Концер Брюкке. Затем он тяжело заболел и 18 сентября умер в Алленбахе при Виршвайлере, между Биркенфельдом и Бернкастелем.

## Семья
23 мая 1621 года он сочетался первым браком с Николь Лотарингской (1608—1657), дочерью его дяди Генриха II и Маргариты Мантуанской. Брак оставался бездетным. Желая объявить брак недействительным, в 1631 году он обвинил в колдовстве крестившего Николь священника Мельшера. В 1635 году он расстался с Николь, объясняя, что его решение о вступлении в брак было несвободным. Церковь отказала ему в расторжении брака.
Тем не менее 9 апреля 1637 года он сочетался браком с Беатрисой де Кюзанс (1614—1663), с которой он тоже расстался после того, как был отлучён от церкви. После смерти Николь он вступил в брак с Беатрис по доверенности (он был арестован в это время в Испании), чтобы узаконить детей, но супруги не возобновили общей жизни. Дети во втором браке:
- Франсуа (1637—1638);
- Анна Лотарингская (1639—1720)[5], с 1660 замужем за Франсуа Мари Лотарингским (1624—1694), принцем де Лиллебонн;
- Шарль-Анри (1649—1723), граф и позже — князь Водемон.

После смерти второй жены он в 1665 году вступил в брак с Марией Луизой д’Аспремон (1651—1692); третий брак был бездетным.